# Christian Marrugo
Christian Camilo Marrugo Rodríguez, noto semplicemente come Christian Marrugo (Cartagena de Indias, 18 luglio 1985), è un calciatore colombiano, centrocampista del Real Cartagena.

## Caratteristiche tecniche
È un trequartista.

## Carriera

### Club
Ha trascorso la maggior parte della carriera al Deportes Tolima, dove in 5 campionati ha disputato 212 incontri segnando 30 reti.

### Nazionale
Dal 2008 al 2012 è stato nel giro della nazionale colombiana, con cui ha giocato 8 amichevoli e 3 incontri di qualificazione per i mondiali.

## Palmarès

### Nazionale
- Campionato sudamericano Under-20: 1

2005